# Ferenc Czvikovszky
Ferenc Czvikovszky (1. ledna 1932 Budapešť, Maďarsko – 16. listopadu 2021) byl maďarský sportovní šermíř, který se specializoval na šerm fleretem. Maďarsko reprezentoval v padesátých a šedesátých letech. Na olympijských hrách startoval v roce 1960 v soutěži družstev. V roce 1958 obsadil druhé místo na mistrovství světa v soutěži jednotlivců. S maďarským družstvem fleretistů vybojoval v roce 1957 titul mistra světa.